# نقد خاورمیانه
نقد خاورمیانه (به انگلیسی: Middle East Critique) یک مجله مطالعات خاورمیانه است که توسط تیلور و فرانسیس برای مرکز مطالعات خاورمیانه دانشگاه لوند منتشر شده‌است.
یک گروه نویسنده، اولین شماره نشریه «نقد: مطالعات انتقادی خاورمیانه» را در پاییز ۱۹۹۲ منتشر کرد. تا ۱۸ سال بعد، دانشگاه هملاین، به‌عناون خانه آکادمیک مجله باقی ماند، در حالی که نام مجله در سال ۲۰۰۹ به نقد خاورمیانه تغییر کرد. اریک هوگلاند در ژانویه ۱۹۹۵ به عنوان سردبیر تمام وقت مجله منصوب شد و از سال ۲۰۰۲ مجله توسط تیلور و فرانسیس منتشر شد.